# Nidhi Goyal
Nidhi Goyal (nascida em 21 de setembro de 1985) é uma ativista indiana de direitos de gênero e deficiência que foi nomeada para o grupo consultivo da Diretora Executiva da ONU Mulheres. Goyal é fundadora e diretora executiva da ONG Rising Flame, com sede em Mumbai e trabalha nas áreas de sexualidade, gênero, saúde e direitos para mulheres e meninas com deficiência. Ela também é uma comediante de stand-up.

## Vida pregressa
Nidhi Goyal nasceu e foi criada em Mumbai. Aos 15 anos, ela foi diagnosticada com uma condição degenerativa progressiva irreversível e incurável que a deixou cega. Ela começou uma carreira na mídia de massa antes de fazer a transição para o trabalho baseado em direitos para pessoas com deficiência. Antes do diagnóstico de sua condição ocular, Nidhi Goyal queria se tornar uma pintora de retratos e pintava desde os 4 anos de idade. Ver seu irmão mais velho, que é deficiente visual, levar uma vida de sucesso, foi uma fonte de apoio para Nidhi Goyal; ela foi motivada a criar apoio para outras mulheres com deficiência.

## Ativismo e advocacia

### Direitos sexuais e reprodutivos de mulheres com deficiência
Nidhi Goyal defende questões sobre sexualidade e saúde sexual e reprodutiva e direitos para mulheres e meninas com deficiência. Nidhi Goyal queria desafiar a noção de que mulheres com deficiência são hipersexuais ou assexuais. Quando Nidhi Goyal inicialmente começou a trabalhar com sexualidade, ela disse que enfrentou reação e veneno, com pessoas questionando a importância desse trabalho e chamando-o de "pseudoativismo" e "elitista".
Nidhi Goyal era a diretora do programa de sexualidade e deficiência do Point of View, uma instituição feminista sem fins lucrativos com sede em Mumbai. Na Point of View, Nidhi Goyal ajudou a criar o site sexualidadeanddisability.org, um recurso online sobre deficiência, gênero, sexualidade e violência para meninas e mulheres com deficiência. O site é acessível para deficientes visuais.
Nidhi Goyal defende a necessidade de abordar as formas únicas de violência que as mulheres com deficiência enfrentam, bem como os desafios de acesso à educação sexual abrangente, saúde sexual ou recurso legal. Ela falou sobre violações sexuais que pessoas com deficiência enfrentam em nome de ajuda ou cuidado. Durante o movimento #MeToo, ela falou sobre o silêncio das mulheres com deficiência, devido, em parte, ao estigma internalizado das mulheres com deficiência de serem "indesejáveis", um senso de obrigação e dependência de cuidadores e parceiros, medo de mais alienação e falta de redes de apoio.
Nidhi Goyal foi destaque na campanha #MyBodyIsMine da Mama Cash, onde ela falou sobre como as mulheres com deficiência são vistas como indefesas ou super-heroínas, mas nunca como "normais".

### Política e defesa legal
Nidhi Goyal foi co-autora de um relatório para a organização internacional de pesquisa e defesa dos direitos humanos, Human Rights Watch, intitulado "Vítimas invisíveis de violência sexual: acesso à justiça para mulheres e meninas com deficiência na Índia". O relatório analisa os desafios que mulheres e meninas com deficiência sobreviventes de violência sexual enfrentam ao acessar assistência jurídica e justiça. Nidhi Goyal acredita que, embora a Índia tenha feito importantes reformas legais sobre violência sexual desde 2013, mulheres e meninas com deficiência ainda não têm acesso igualitário à justiça e permanecem “as vítimas invisíveis da violência sexual”.
Juntamente com a pesquisadora jurídica Amba Salelkar, ela elaborou recomendações para o Projeto de Lei dos Direitos das Pessoas com Deficiência (2014), incluindo medidas como programas específicos de gênero, representatividade de mulheres com deficiência em órgãos de tomada de decisão, coleta de dados sobre as barreiras que impedem mulheres com deficiência de entrar na educação e nas instalações de curta duração que poderiam proteger as mulheres vítimas de abuso. O Projeto de Lei não incorporou essas demandas.
Em 2020, Nidhi Goyal criticou a proposta do governo central (posteriormente revogada) de alterar a Lei dos Direitos das Pessoas com Deficiência como um exemplo de apatia do Estado, dizendo que, se as diretrizes se tornassem uma lei, isso deixaria as pessoas com deficiência com pouco ou nenhum apoio legal.
Durante a pandemia de Covid-19, Nidhi Goyal condenou as recomendações do Departamento de Capacitação de Pessoas com Deficiência, pois fez apenas uma menção às mulheres com deficiência. Nidhi Goyal acredita que políticas e implementação sensíveis e inclusivas de gênero são necessárias, em vez de tokenismo.
Nidhi Goyal também defende a invisibilidade das mulheres com deficiência nos dados e, consequentemente, nas políticas.
Internacionalmente, Nidhi Goyal trabalhou com agências para capacitar ativistas em países africanos e outros do sul da Ásia para entender as interseções de gênero e deficiência e como eles podem se envolver com os mecanismos das Nações Unidas. Nidhi Goyal enfatizou a importância dos mecanismos ou convenções da ONU se espalhando e influenciando as políticas nacionais e tornando os governos mais responsáveis.

## Envolvimento com a Rising Flame
Nidhi Goyal é fundadora e diretora executiva da Rising Flame, uma organização fundada em 2017, com sede em Mumbai. A Rising Flame trabalha para permitir que pessoas com deficiência, particularmente mulheres e jovens com deficiência, encontrem voz, espaço e construam liderança e defesa.
A Rising Flame esteve envolvida no movimento #MeToo e na campanha 'My Tale Too', que visa reescrever as narrativas de filmes ou romances populares com pessoas com deficiência na liderança.

### Programa de Liderança Eu Posso Liderar
Lançado em julho de 2019, o 'I Can Lead Fellows' da Rising Flame é um programa de orientação e liderança para mulheres com deficiência na Índia, focado no autodesenvolvimento e no crescimento profissional. O programa de um ano reúne bolsistas com uma mentora, com ou sem deficiência, que é líder em seu campo. No primeiro ano do programa, seis mulheres de toda a Índia receberam treinamento individual intensivo para atender a suas ambições.
Nidhi Goyal diz que um programa como 'I Can Lead' é necessário devido ao ambiente discriminatório que exclui as mulheres com deficiência de construir um futuro independente e produtivo, combinado com a falta de apoio e recursos sociais e familiares.

### Acessibilidade
Rising Flame ganhou o Prêmio Nacional de Melhor Site Acessível. Nidhi Goyal descreve um site acessível como um espaço seguro e acolhedor que os visitantes com deficiência podem usar sem problemas ou incômodos. Descrevendo o processo por trás do site do Rising Flame, Nidhi Goyal diz: "Antes do lançamento do Rising Flame, pensávamos em todas as deficiências. Pessoas com dificuldades de leitura ou dislexia, qualquer forma de distúrbio de saúde mental, espectro de autismo leve podem acessar nosso site confortavelmente."
Nidhi Goyal acredita que tornar um site acessível não requer grandes quantias de dinheiro, apenas o compromisso de fazer algo que todos possam usar. Enquanto as conversas sobre acessibilidade estão aumentando, Nidhi Goyal acredita que ainda há um longo caminho a percorrer, porque os prêmios para sites acessíveis não deveriam ser uma categoria em primeiro lugar.

### Pesquisa e defesa
Em maio de 2020, a Rising Flame e a Sightsavers India realizaram um estudo com foco nas experiências de mulheres com deficiência durante a pandemia de Covid-19 na Índia, culminando no relatório "Negligenciadas e Esquecidas: Mulheres com deficiência durante a crise de Covid na Índia". Nidhi Goyal falou sobre a necessidade de respostas a uma crise para diferenciar as necessidades particulares de mulheres e meninas com deficiência, bem como as necessidades específicas de cada deficiência.

### Consentimento e sexualidade
A Rising Flame está envolvida no movimento #MeToo. A série "Naa Mein Naa Hai" da organização procura descompactar e iniciar conversas sobre as complexidades do consentimento para mulheres com deficiência. Nidhi Goyal diz que a iniciativa busca capacitar as pessoas com deficiência a situar o consentimento como uma parte natural de um relacionamento e um caminho para o prazer, em vez de algo visto exclusivamente através das lentes do perigo e da violência.

## Envolvimento com outros grupos da sociedade civil
Nidhi foi nomeada para o grupo consultivo da Diretora Executiva da ONU Mulheres, faz parte do conselho consultivo da Voice, uma instituição de doações do Ministério holandês. Ela é membro do grupo central sobre pessoas com deficiência e idosos da Comissão Nacional de Direitos Humanos da Índia.
Nidhi Goyal é presidente do conselho da Association for Women's Rights in Development (AWID), uma organização feminista internacional comprometida em alcançar a igualdade de gênero, o desenvolvimento sustentável e os direitos humanos das mulheres. Nidhi Goyal tornou-se presidente em maio de 2019, depois de atuar como membro do conselho por dois anos. Nidhi Goyal é a pessoa mais jovem e a primeira pessoa com deficiência a se tornar presidente do conselho da AWID.

## Comédia
Além de seu ativismo, Nidhi Goyal é uma comediante de stand-up e é considerada a primeira comediante de stand-up cega da Índia. Ela foi encorajada a tentar a comédia por um amigo próximo e colega ativista e cineasta, Pramada Menon. Ela escreveu seu primeiro set em seis meses e fez sua estreia em dezembro de 2015, em Calcutá. Ela já se apresentou em vários clubes tradicionais, em conferências e para empresas.
Nidhi Goyal também foi destaque no primeiro episódio da websérie Bad Girls da comediante stand-up Aditi Mittal. Mittal diz: "Não aceitei Nidhi por causa de sua deficiência, mas porque ela é engraçada!"
Nidhi Goyal usa a comédia como uma ferramenta de ativismo para falar sobre o estigma em torno da deficiência e da sexualidade. Nidhi Goyal acredita que a comédia é a melhor maneira de levar as pessoas a ouvir e refletir. Em sua comédia, Nidhi Goyal fala sobre sexo, relacionamentos e amor dentro da comunidade de deficientes, e se baseia em suas próprias experiências. A comédia é algo que aconteceu acidentalmente para Nidhi Goyal, e ela gosta de rir dos preconceitos que as pessoas têm contra ela como uma mulher com deficiência. Como comediante, Nidhi Goyal diz que ocupa um espaço onde as pessoas não esperam que uma pessoa com deficiência esteja, por causa da alteridade das pessoas com deficiência e da tendência de vê-las como objetos de caridade.

## Prêmios
Nidhi Goyal recebeu o prêmio Neelam Kanga da National Association for the Blind, Índia, em janeiro de 2016 e o prêmio de Supermulher do Ano pela ABP News em março de 2018.

## Pesquisas e publicações

### Capítulos de livro
- "Eu sou cego, o amor também", em Onze maneiras de amar: ensaios ( Penguin Random House, 2018)
- "Privilege or Marginalisation: Narrative of a Disability Rights Activist", em Disability in South Asia (SAGE, 2018)
- "The Fluid Connections and Uncertain Spaces of Women with Disabilities", coautoria com Janet Price em Disability in the Global South: The Critical Handbook (Springer, 2016)
- "O acesso é real? Deficiência, Sexualidade e Espaço Digital", em Sexualidade, Saúde Sexual e Reprodutiva (Arrow for Change, 2016)

### Artigos
- " Caras pessoas sem deficiência, somos seres humanos e também cidadãos ", Telegraph (dezembro de 2018)
- " Vítimas Invisíveis de Violência Sexual: Acesso à Justiça para Mulheres e Meninas com Deficiência na Índia ", Human Rights Watch (abril de 2018)
- " Negação de direitos sexuais: percepções da vida de mulheres com deficiência visual na Índia ", em Reproductive Health Matters (2017)
- " Direitos sexuais: proibidos para mulheres indianas com deficiência? " , OpenDemocracy (junho de 2017)
- " O amor que nunca foi: Por que rejeitei os afetos de uma pessoa não deficiente ", Scroll (fevereiro de 2017)
- " Por que o movimento pelos direitos das mulheres marginaliza as mulheres com deficiência ", The Guardian (setembro de 2016)